# كرنب نتن
الكرنب النتن (بالإنجليزية: Symplocarpus foetidus)‏، المعروف باسم كرنب الظربان أو ملفوف الظربان skunk cabbage أو كرنب الظربان الشرقي eastern skunk cabbage (يُعرف أيضًا باسم كرنب المستنقعات swamp cabbage أو كرنب الأقدام clumpfoot cabbage أو كرنب المرج meadow cabbage أو نبات البوثوس النتن foetid potho أو عشبة الظربان polecat weed)، هو نبات منخفض النمو ينمو في الأراضي الرطبة ومنحدرات التلال الرطبة في شرق أمريكا الشمالية. يشتهر بالأوراق المكسورة التي تُظهر رائحة تُشبه رائحة حيوان الظربان.
يجمع الاسم الإنجليزي Symplocarpus بين الكلمة اليونانية symploce والتي تعني "اتصال" وكلمة carpos والتي تعني "فاكهة"، للإشارة إلى أن النبات له ثمرة مركبة.
اختار لينيوس للنبات اسم نوعه foetidus، وهو اسم لاتيني يعني "رائحة كريهة". يُنتج النبات رائحة قوية، قد تكون مثيرة للاشمئزاز بالنسبة للكثيرين ولكن في بعض الأحيان يمكن وصفها بأنها تشبه رائحة "الكرنب الطازج مع لمسة خفيفة من الخردل". تزداد الرائحة شدة بمرور الوقت، مع نضوج النبات، ومن المحتمل أن يكون ذلك بسبب زيادة نُضج أسدية النبات.

## الوصف
ينمو النبات من جذمور سميك ، يبلغ طوله عادة 30 سـم (0.98 قدم). وله أوراق كبيرة، يبلغ طول كل منها 40–55 سـم (16–22 بوصة) وعرضها 30–40 سـم (12–16 بوصة). ويُزهر النبات في أوائل الربيع، ويمكن رؤية أزهاره فقط فوق الطين.
عادةً ما ينغمس النبات في الأرض مرة أخرى أثناء نموه كل عام، حيث تتجعد الجذور بشكل دائم بسبب نشاطها الانقباضي. تظهر هذه العلامات أو التجاعيد، خاصة نحو الجزء العلوي أو الطرف الأقدم من الجذور القديمة، على شكل حلقة غريبة. ومع مرور الوقت، يُدفن الجذع بأكمله تحت الأرض ويصبح من المستحيل عمليًا استخراج النبات.
يبلغ طول السعفة أو القنابة spathe قرابة 10–15 سـم (3.9–5.9 بوصة) ولها بمجموعة متنوعة من الألوان، وتحتوي على ساق يبلغ طوله 5–10 سـم (2.0–3.9 بوصة) ) حيث توجد فيها الزهور. عادةً ما تكتسب الأوراق الأكبر سنًا لونًا عامًا أغمقًا مع وجود بقع أرجوانية، بينما الأوراق الأصغر سنًا يكون لونها أخضر مصفر. وبسبب الخصائص الحرارية، يمكن لهذه النباتات أن تُذيب الجليد المحيط بها في دائرة حول القنابة. تكون القنابة على شكل غطاء أو صدفة. يوجد بها بُقع تُحاكي عن كثب الأضواء المرفرفة والألوان التي تُلاحظ عادةً على الشجيرات الصغيرة أثناء مرور الشمس عبر أوراق الأشجار أعلاها، عادة ما يجعل هذا من الصعب ملاحظتها على أرض الغابة (كأنه نوع من التخفي).
تحتوي أزهار الكرنب الشرقي على أعضاء تكاثرية ذكورية وأنثوية، مما يجعلها مثالية. إن التعدد الجنسي، أو تقسيم التعبير الجنسي إلى فترتين زمنيتين (بمعنى ظهور الأعضاء الذكرية والأنثوية في فترتين زمنيتين مختلفتين)، هو سمة مشتركة للنباتات المُزهرة ويهدف إلى تجنب التلقيح الذاتي. نظرًا لأن الزهور أولية التكاثر protogynous، فإن المدقات pistils، وهي المكونات التناسلية الأنثوية، تصل إلى مرحلة النضج الجنسي قبل الأجزاء الذكرية (الأسدية stamens). تكون الزهور مزدحمة بشكل غير واضح على الساق. تُعتبر القنابة الجزء البارز من النبات. تختلف النورة inflorescence من حيث الحجم وكمية الزهور التي تحتويها. بسبب تأثير الازدحام في الغالب، لا تُظهر الأزهار ثلاثة أجزاء زهرية (أو أجزاء متعددة)، كما هو متوقع بالنسبة للنباتات أحادية الفلقة، ولكنها تُظهر أربعة أجزاء من الزهرة. تبدو هذه القطع على شكل مكعب تقريبًا وتتداخل مع بعضها البعض لتكوين ترتيب يشبه الصندوق. وفي مقابل مكونات الزهرة توجد الأسدية. وتلك السداة ثنائية الخلية خارجية وتتحرك بمرونة إلى حد ما. الشكل الهيكلي العام للمدقة الأنثوية مُميز: حيث القلم style مكعب الشكل، والمبيض ovary خلية واحدة، والميسم stigma به ثلاث فصوص.
تتكون الأوراق من ورقتين مغلفتين باللون الأبيض، لهما عروق متوازية مميزة للنباتات أحادية الفلقة. تتجمع الأوراق ملفوفة داخل مركز الكرنب الصلب. عندما تخترق الأطراف الغلاف المشابه للأوراق، فإنها عادة ما تكون ملونة باللون الأرجواني مثل غلاف النبات. قد يكون لأطراف الأوراق الأولى والثانية هذا اللون من الخارج. يبدو أن هذه الأوراق الداخلية، أو الحقيقية، تتباعد عن صفات النباتات أحادية الفلقة وتميل أكثر نحو صفات الأوردة الشبكية للنباتات ثنائية الفلقة. يكشف فتح الأوراق الثلاثة الأولى عن تحول تدريجي نحو الأوردة الشبكية للأوراق اللاحقة. يجري ربط الأوردة بشكل شبكي في كل حالة. تحتوي الأوراق على مساحات هوائية كبيرة إلى حد ما وتظهر هياكل خلوية متراصة بشكل فضفاض تحت المجهر. توجد العديد من الرفيدات rhaphides (بلورات على شكل إبرة من أحادي هيدرات أكسالات الكالسيوم) الموجودة في حزم الأوراق الضخمة. هناك عدد من أشكال البلورات الأخرى، بعضها مكعب الشكل أو حتى كروي.
يتكاثر نبات الكرنب النتن Symplocarpus foetidus عن طريق بذور صلبة بحجم بذور البازلاء، وعندما تنمو نموًا كاملًا، تسقط على الركيزة اللزجة بعد تطورها داخل الساق. ومن ثم يمكن للطيور والحيوانات الصغيرة والفيضانات أن تنشر تلك البذور.

## التصنيف
ذُكر وصف نبات الكرنب النتن لأول مرة باسم Dracontium foetidum، حيث ذكره عالِم النبات السويدي كارل لينيوس في كتابه أنواع النباتات Species Plantarum في عام 1753. قام عالم النبات البريطاني ريتشارد أنتوني سالزبوري بتصنيف نبات Dracontium foetidum L. ضمن جنس Symplocarpus في عام 1812. ومع ذلك، فإن الاسم Symplocarpus foetidus (L.) Salisb. قد وصفه سالزبوري بشكل غير صحيح. وبعد خمس سنوات، قدَّم عالم النبات الأمريكي ويليام بي سي بارتون وصفًا صالحًا لـ Symplocarpus foetidus (L.) Salisb. ex W.P.C.Barton (L.) Salisb. ex W.P.C.Barton.

## التوزيع والموئل
المنطقة الأصلية للكرنب الشرقي هي شرق أمريكا الشمالية. ويشمل نطاقها الجغرافي شرق كندا وشمال شرق الولايات المتحدة وولايتي تينيسي وكارولينا الشمالية في الجنوب الشرقي ومينيسوتا في الغرب. في كندا، يتراوح توزيع النبات من غرب نوفا سكوشا إلى جنوب شرق مانيتوبا. في ولاية تينيسي، جرى تصنيفه ضمن الأنواع المهددة بالانقراض. تشمل موائلها المناطق الرطبة بما في ذلك المستنقعات والغابات الرطبة ومصارف الجداول. وينمو الكرنب الشرقي -مثل غيره من النباتات في عائلة الكرنب- نموًا أفضل في المناطق ذات الرطوبة العالية.

## أثره على البيئة
ينتمي الكرنب الشرقي إلى مجموعة مختارة من النباتات المُولِّدة للحرارة لقدرته على خلق درجات حرارة تصل إلى 15–35 °م (27–63 °ف) فوق درجة حرارة الهواء من خلال التنفس الخلوي المقاوم للسيانيد (عبر الأوكسيديز البديل alternative oxidase) ويُساعده ذلك على إذابة الجليد لينمو عبر الأرض المتجمدة. ومن إحدى الآليات وراء الحفاظ على الحرارة حول النبات نجد التذبذب الحراري للساق: فبغض النظر عن الضوء، يُنتَج منظم حراري دقيق بواسطة نموذج استشعار درجة الحرارة التذبذبي في الساق تحت التباين الديناميكي في درجة الحرارة الخارجية. يمكن الحفاظ على التوازن بين إنتاج الحرارة وفقدانها، بسبب الإشعاع الحراري، والتبخر، والتوصيل والحمل الحراري، في الساق. بالإضافة إلى ذلك، فإن تدفق الهواء حول القنابة يحافظ بشكل فعال على الحرارة التي يولدها الساق.
يُزهر نبات الكرنب الشرقي عندما يكون هناك ثلوج وجليد على الأرض، ولذلك فإن الحشرات المبكرة التي تظهر أيضًا في هذا الوقت تقوم بتلقيح النبات تلقيحًا فعالًا. وبحسب بعض الأبحاث فإن الحرارة التي يولدها النبات قد تساعد في نشر رائحته في الغلاف الجوي بالإضافة إلى تمكين النبات من النمو في البيئات الباردة.
تُنتج نباتات الكرنب النتن روائح زهرية تشبه رائحة حيوان الظربان والتي تحتوي على ثنائي ميثيل الكبريتيد dimethyl disulfide، والهيدروكربونات الأليفاتية، والأحماض الكربوكسيلية، والإسترات، في حين تُنتج النباتات الأنثوية فقط الهيدروكربونات العطرية والمواد الكيميائية الإندولية. إن حقيقة أن الغلاف الخارجي للزهرة أكثر دفئًا من الهواء المحيط بها قد تُحفز الحشرات التي تتغذى على الجيف على دخوله أكثر من مرة، مما يعزز عملية التلقيح.
يُعد الذباب الأزرق Calliphora vomitoria وغيره من الذباب من المُلقحات الشائعة لكرنب الظربان. ومن الغريب أن شبكات العنكبوت كانت تُلاحَظ بشكل متكرر عند مدخل القنابة. فرائحة الزهرة الشبيهة بالجيف تجذب الذباب، الذي يتشابك في شبكة العنكبوت ويصبح طعامًا للعنكبوت.

## الاستخدامات
استخدم العديد من السكان الأصليون في أمريكا الكرنب الشرقي على نطاق واسع باعتباره عشبًا طبيًا وتوابلًا وتعويذة رُوحية. كذلك فقد استُخدم النبات بشكل أساسي لخصائصه المضادة للتشنجات والطاردة للبلغم، والتي لا تزال تُستخدم في طب الأعشاب المعاصر. واستخدمته قبائل وينيباجو وداكوتا -على وجه الخصوص- لتشجيع إخراج البلغم لدى مرضى الربو. وقد استخدمته الثقافات المختلفة أيضًا كتعويذة وتوابل. كذلك فقد استُخدم كدواء باسم "دراكونتيوم" في المنتجات الصيدلانية من عام 1820 حتى عام 1882 لعلاج أمراض الجهاز التنفسي والاضطرابات العصبية والروماتيزم والاستسقاء. يمكن استخدام الأجزاء الداخلية لجذر النبات لعلاج مجموعة متنوعة من أمراض الجهاز التنفسي والعصبي، بما في ذلك حمى القش، والربو، والسعال الديكي، ونزلات البرد، والتهاب الشعب الهوائية. تعتبر الأوراق الصغيرة التي جرى تجفيفها بالكامل مفيدة بشكل خاص عند إعادة استخدامها في الحساء أو اليخنة.

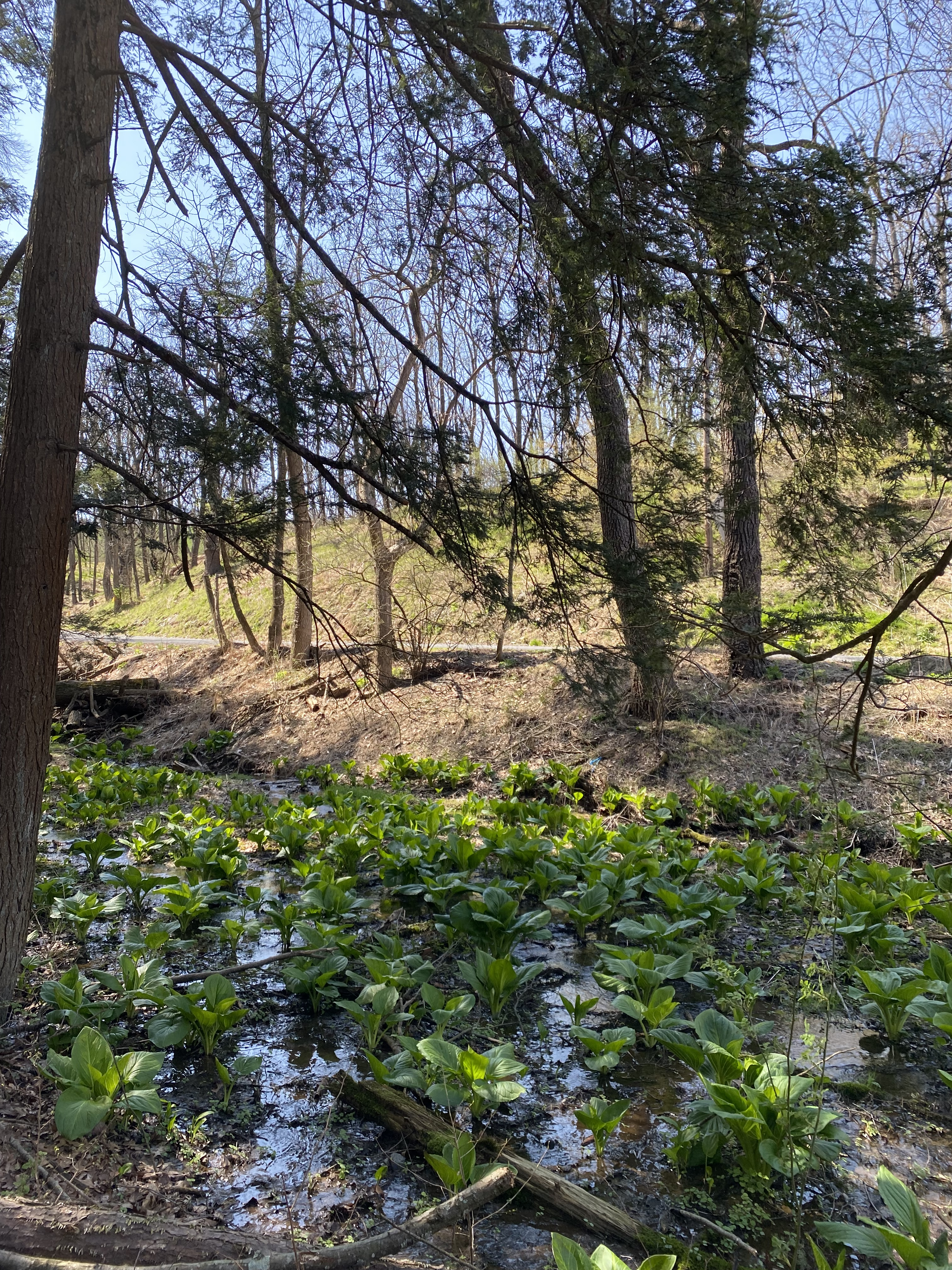
نباتات الكرنب النتن تنمو في مجرى مائي في محمية تريكسلر الطبيعية في بنسلفانيا

## السُمية
نظرًا لأن جذور النبات مضادة للتشنج، ومدرة للعرق، ومدرة للبول، ومضادة للقيء، وطاردة للبلغم، ومخدرة قليلاً، فلا يُنصح بتناول النبات الخام مباشرة. ففي حين أن كميات كبيرة من الجذور يمكن أن تسبب الغثيان والقيء والصداع والدوخة، فإن استخدام الأوراق الطازجة يمكن أن يحرق الجلد. تشمل الأعراض الأخرى للتسمم تورم الشفة والحلق واللسان. ويرجع ذلك إلى بلورات أكسالات الكالسيوم، التي تعتبر ضارة إلى حد ما للإنسان. من الممكن التخلص من السُمية بعدة عمليات، مثل تغيير الماء بشكل متكرر عند غلي الأوراق، أو تجفيف النبات تمامًا.

## معرض الصور

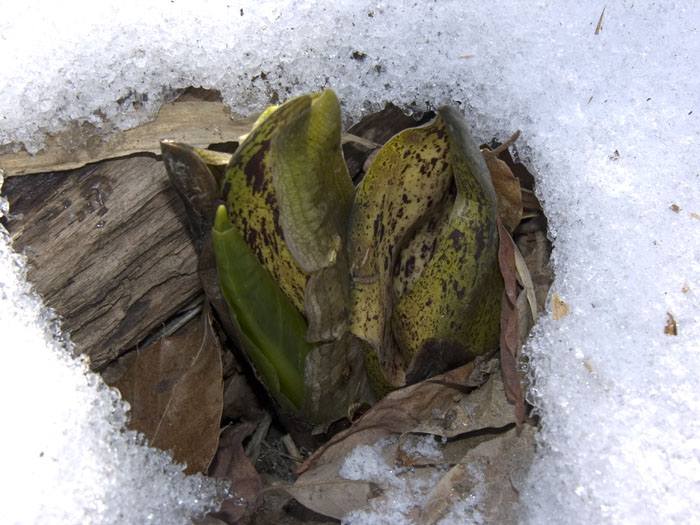
كرنب الظربان الشرقي يُذيب حفرة في الثلج.
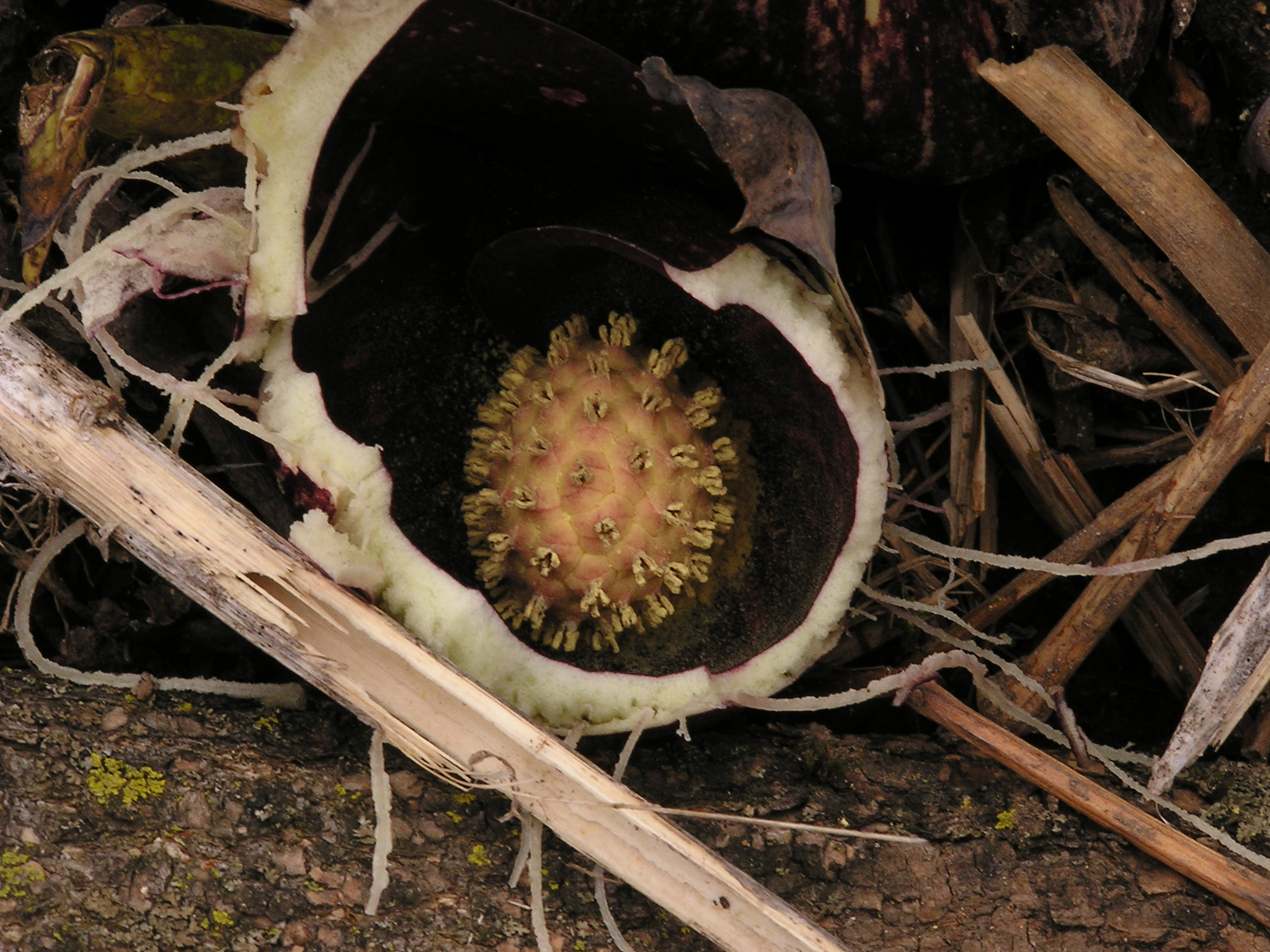
منظر مقطوع للعنقود الزهري داخل غلاف الكرنب النتن.
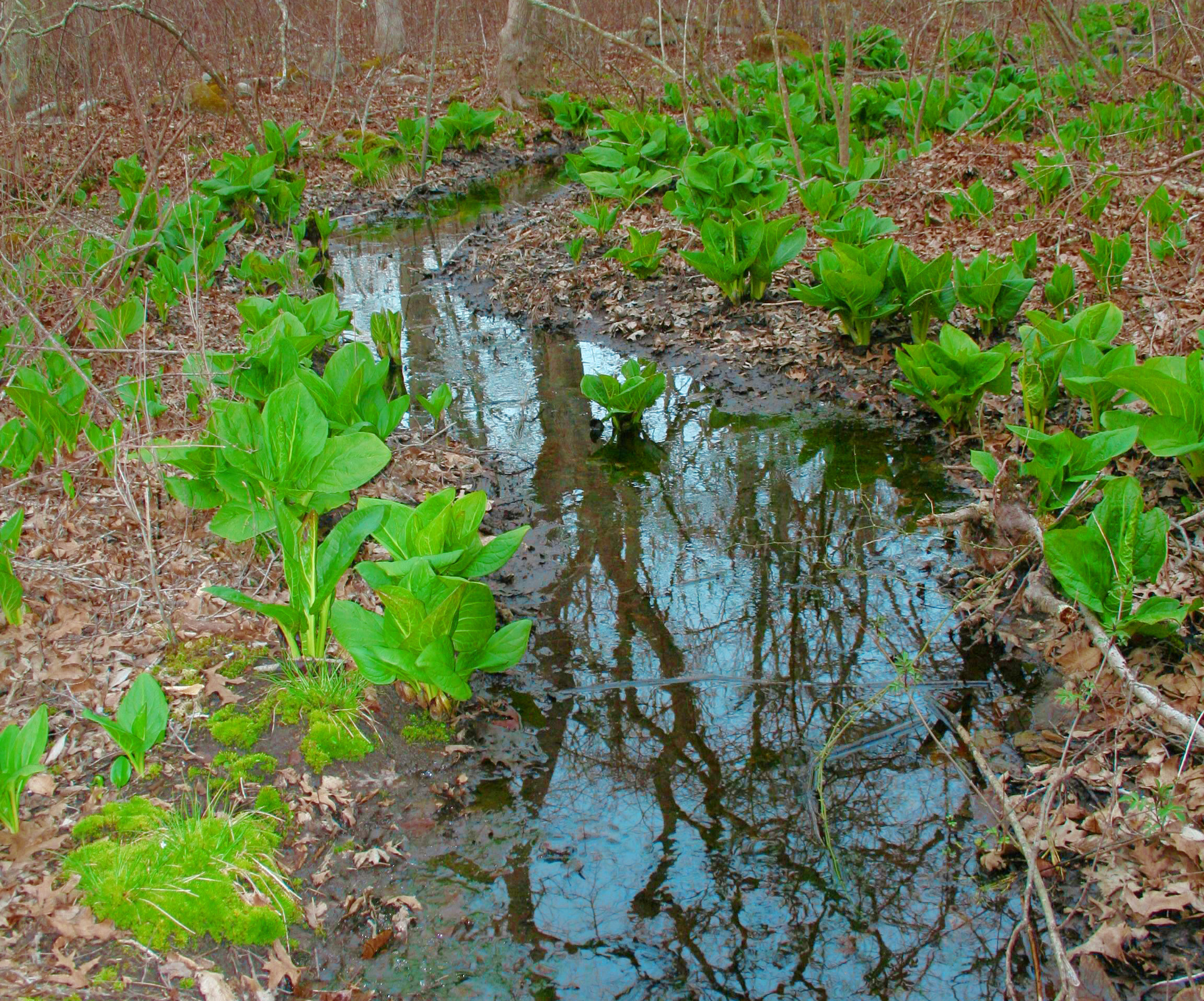
نمو نبات الكرنب الشرقي في أوائل الربيع على طول جدول متدفق في جزيرة مارثا فينيارد
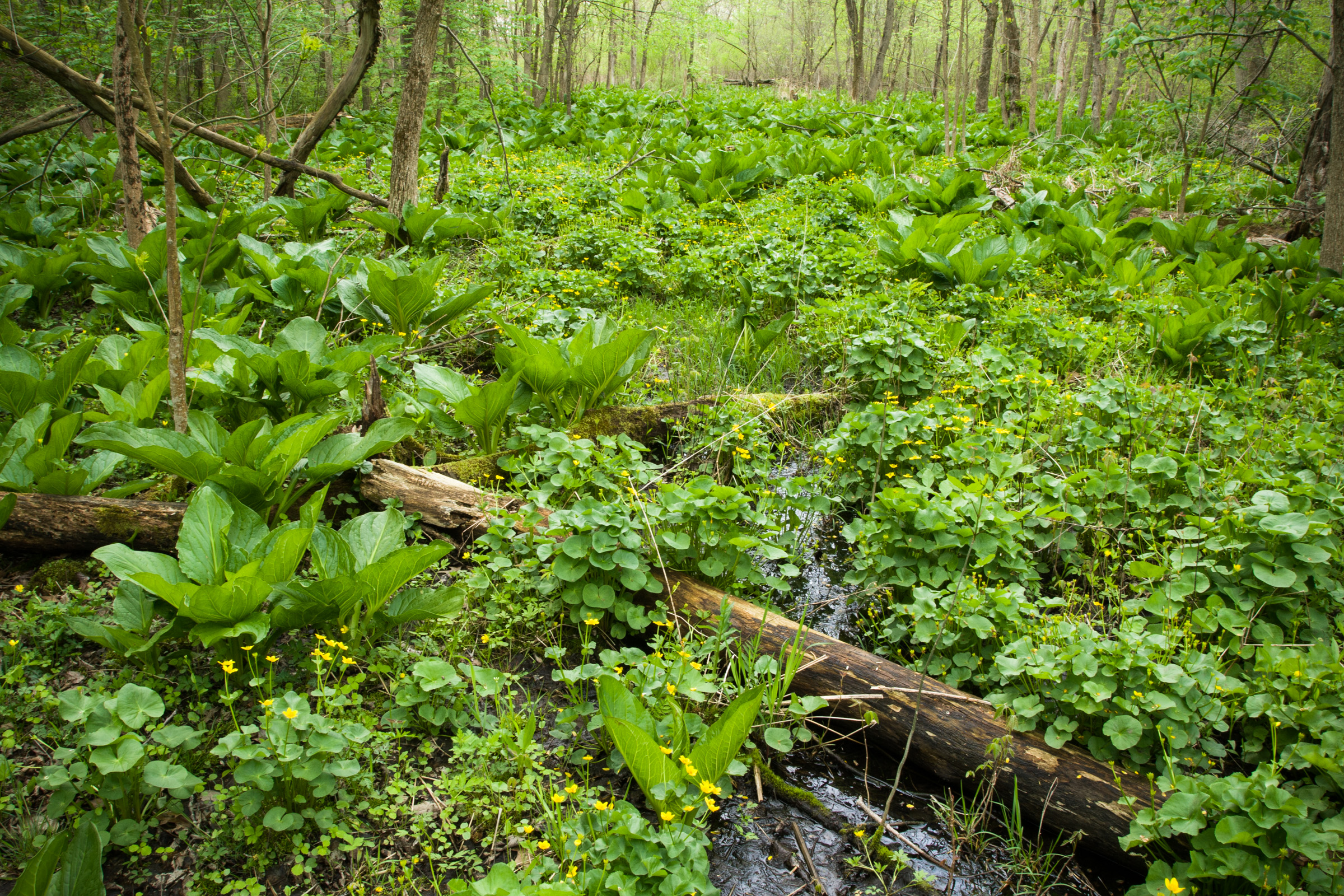
أوراق الكرنب النتن وزهور القطيفة المستنقعية المزهرة ( آذريون الماء Caltha palustris) في مستنقع مشجر
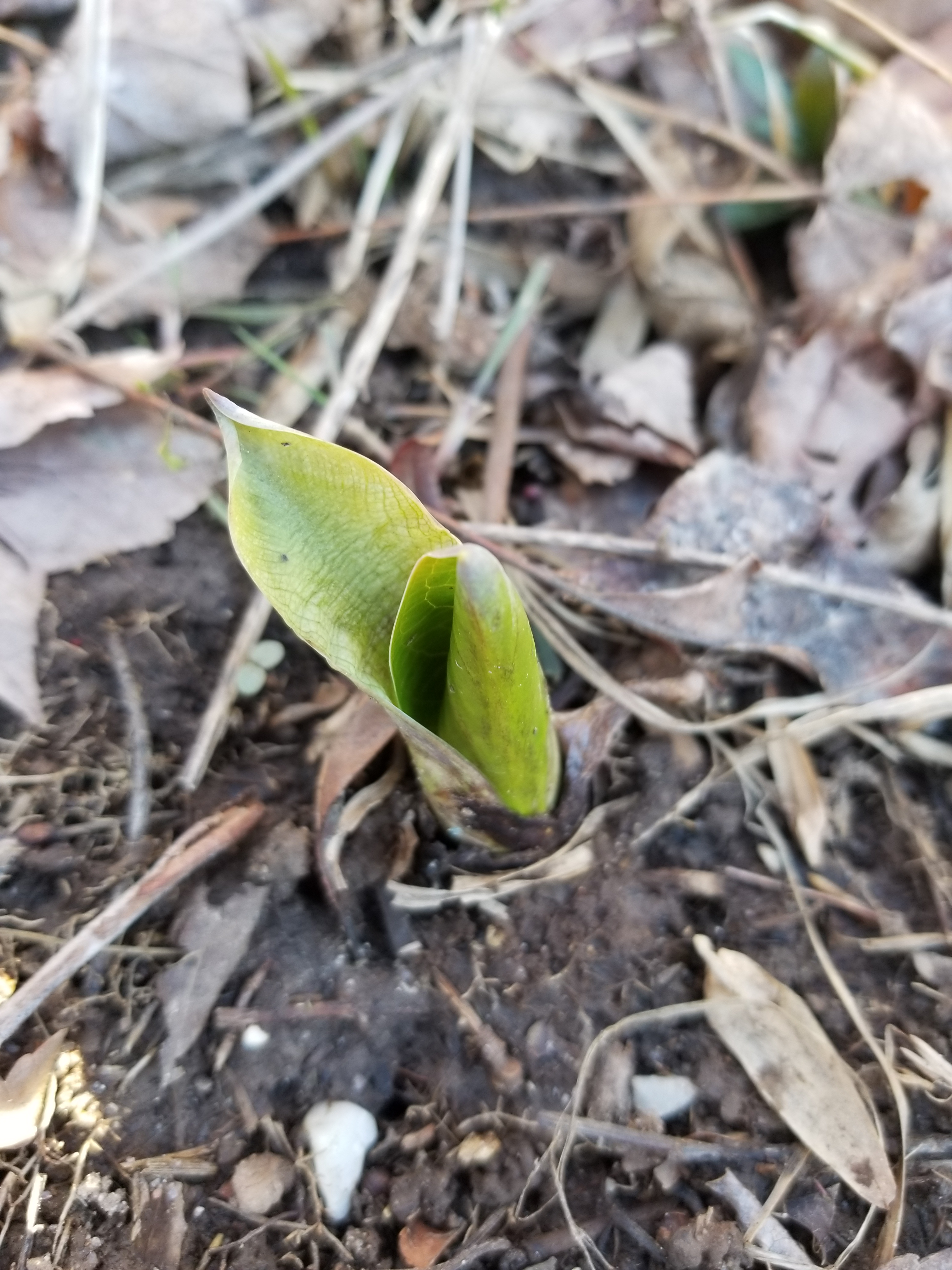
الكرنب النتن يخرج من الأرض خلال فصل الشتاء
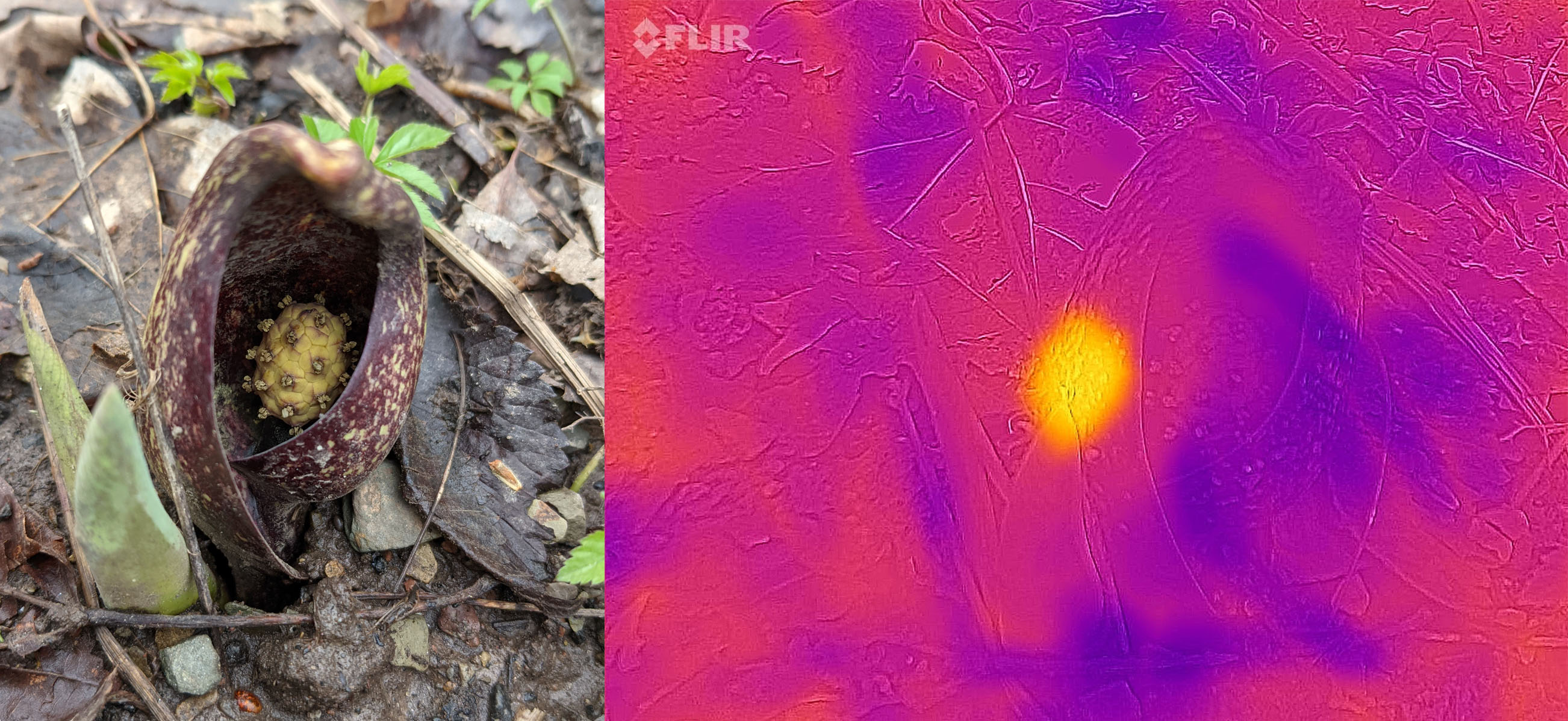
التصوير الحراري لكرنب الظربان الشرقي الناشئ حديثًا يُظهر الحرارة الناتجة عن طريق التوليد الحراري، في الساق

## الملاحظات
1. ↑  الجذمور هو ساقٌ تنمو أفقياً تحت الأرض يستعملها النبات للانتشار و تكوين نباتات جديدة

## روابط خارجية
- جمعية كونيتيكت النباتية: Symplocarpus foetidus نسخة محفوظة 2013-02-09 على موقع واي باك مشين.
- زهور البرية في إلينوي: Symplocarpus foetidus
- مركز ليدي بيرد جونسون للأزهار البرية: Symplocarpus foetidus
- زهور برية في ولاية مينيسوتا: Symplocarpus foetidus
- نباتات المستقبل: سيمبلوكاربوس فويتيدوس